# Triamterene
Il  Triamterene è un farmaco appartenente alla categoria dei diuretici risparmiatori di potassio. È un diuretico blando e generalmente viene usato in associazione con tiazidici o diuretici dell’ansa.
È conosciuto anche con il nome commerciale Dyrenium.

## Storia
Da uno screening sui derivati della pteridina è stato osservato che la 2,4-diammino-6,7-dimetilpteridina dimostrava una potente attività diuretica. Ulteriori modifiche strutturali hanno portato allo sviluppo, da parte dall’azienda Smith Kline & French, del triamterene nel 1964. È stato lanciato con il nome commerciale Dyrenium.
Ulteriori modifiche strutturali del triamterene non hanno portato a miglioramenti dell'azione diuretica. L'attività viene conservata anche se un gruppo amminico viene sostituito con un gruppo alchilamminico a breve catena. L'introduzione di un metile in para sull'anello del fenile porta a una diminuzione dell'attività di circa la metà.
Il triamterene in associazione con l'idroclorotiazide, Dyazide, è stato approvato per la prima volta negli Stati Uniti nel 1965.
Nel 1986 Dyazide era il farmaco più prescritto negli Stati Uniti e ha totalizzato $ 325 milioni di vendite. Questo rese il Dyazide il secondo farmaco più venduto della SmithKline Beckman.

## Indicazioni
È indicato nel trattamento dell’edema associato a insufficienza cardiaca congestizia, cirrosi epatica e nella sindrome nefrosica; per l’edema indotto da steroidi, edema idiopatico, edema dovuto a iperaldosteronismo secondario, edemi da scompenso cardiaco cronico, nell’ascite. In generale viene utilizzato in associazione con tiazidici o con diuretici dell'ansa per bilanciare la deplezione di potassio causata da quest’ultimi. Può essere ugualmente utilizzato in monoterapia anche se l’effetto diuretico è modesto.
Inoltre promuove l’aumento della diuresi quando i pazienti si mostrano resistenti o rispondenti solo in parte ai tiazidici o ad altri diuretici a causa di iperaldosteroinismo secondario.

## Meccanismo d'azione
Il triamterene blocca i canali del sodio epiteliali presenti sulla membrana luminale delle cellule presenti nel tubulo contorto distale e nei dotti collettori. Il suo meccanismo d’azione è indipendente dall’aldosterone.
I canali epiteliali del sodio (ENaC) sono costituiti da 3 subunità (α, β e γ). La subunità α da sola garantisce l’attività del canale ma la massima permeabilità per il sodio viene raggiunta quando tutte le subunità sono coespresse nella cellula e vanno a formare una struttura tetramerica:
- 2 subunità α
- 1 subunità β
- 1 subunità γ

L'inibizione avviene grazie al legame del triamterene con la parte carica negativamente di ENaC.
Si ha quindi un’inibizione dell’ingresso del sodio all’interno dei canali e quindi un ridotto riassorbimento di Na+. Essendo il riassorbimento di Na+ accoppiato alla secrezione di ioni K+, tramite la pompa Na+-K+-ATPasi basolaterale presente nel tubulo contorto distale e nei dotti collettori, avendo un minore riassorbimento di sodio si ha una minor secrezione di potassio. Questo meccanismo spiega il perché il triamterene venga definito un diuretico risparmiatore di potassio.
Il blocco dei canali per il sodio determina solo un piccolo aumento della velocità di escrezione di Na+. Il blocco dei canali del sodio iperpolarizza la membrana luminale delle cellule del tubulo e del dotto, riducendo il voltaggio transepiteliale negativo verso il lume. Avendo ridotto la carica negativa, viene ridotta anche la velocità di escrezione di ioni K+, H+ e Ca2+ perché non viene più facilitata la loro escrezione.
Altri due meccanismi molecolari sono stati riscontrati in vitro per il triamterene: 1) rallenta l'attività dell'enzima inositolo-monofosfato fosfatasi (ImPase), e 2) inibisce le isoforme I e IV dell'anidrasi carbonica. Del primo effetto non si conosce l'importanza relativa; per quanto riguarda il secondo si è avanzata l'ipotesi che possa contribuire al suo effetto diuretico, dato che altri inibitori dell'anidrasi carbonica (acetazolamide e simili) hanno anch'essi tale effetto.

## Farmacocinetica

### Somministrazione
Il triamterene viene somministrato per via orale. Per evitare disturbi allo stomaco, si consiglia di assumere il farmaco dopo i pasti. Se viene prescritta una singola dose giornaliera, può essere preferibile prenderla al mattino per ridurre al minimo l'effetto dell'aumentata frequenza della minzione sul sonno notturno. Se si dimentica una dose, il paziente non deve assumere più della dose prescritta al successivo intervallo di dosaggio.

### Biodisponibilità
Il triamterene viene assorbito per il 50-70% dopo somministrazione orale.

### Metabolismo ed eliminazione
Il triamterene viene metabolizzato dal fegato a 4-idrossi-triamterene solfato, un suo metabolita attivo che conserva l'azione diuretica del triamterene. Viene infine escreto con le urine (21-50%, principalmente come metabolita attivo). Se fegato e reni non funzionano correttamente, il triamterene può dare tossicità.

## Precauzioni
La somministrazione del triamterene a elevato dosaggio (e di un diuretico in generale) quando l’assunzione di sale alimentare è ridotta, può causare una sindrome da basso contenuto di sale.
Il triamterene può causare una lieve ritenzione di azoto che è reversibile con la sospensione del farmaco; tale ritenzione viene raramente osservata con terapie intermittenti, ovvero somministrate a giorni alterni.
Il triamterene può causare una riduzione della riserva di alcali, con la possibilità di comparsa di acidosi metabolica.

## Controindicazioni
Il triamterene è controindicato in quei pazienti che presentano le seguenti patologie:
- Iperkaliemia: situazione in cui la concentrazione plasmatica di potassio è > 5mEq/L e può diventare una condizione pericolosa per la vita quando le concentrazioni sieriche superano i 6.5 mEq/L. Il triamterene tende a conservare potassio più che a promuovere la sua escrezione, come fanno invece molti altri diuretici, perciò può occasionalmente causare un aumento di potassio sierico che, in alcune circostanze, può sfociare in iperkaliemia e, raramente, in irregolarità cardiache. L’iperkaliemia è più probabile che si verifichi in pazienti con insufficienza renale e diabete (anche senza evidenza di insufficienza renale), e nelle persone anziane o severamente malate. Dato che, se non corretta, può essere fatale, i livelli sierici di potassio devono essere monitorati a intervalli frequenti specialmente quando i dosaggi vengono modificati o in presenza di qualunque malattia che influenza la funzione renale.

- Insufficienza renale: in questi pazienti può provocare danni per formazione di calcoli renali.

- Calcoli renali: deve essere usato con cautela in pazienti con storia pregressa di calcoli renali.
- Anuria: malattia o disfunzione renale severa o progressiva, con possibile eccezione della nefrosi.
- Grave malattia epatica.
- Cirrosi con splenomegalia: dato che il triamterene è un debole antagonista dell’acido folico potrebbe contribuire alla comparsa di megaloblastosi in casi in cui le riserve di acido folico sono esaurite.
- Artrite gottosa: il triamterene aumenta la concentrazione di acido urico specialmente nelle persone predisposte all’artrite gottosa.

Per tutti questi motivi, i pazienti devono essere monitorati regolarmente per la possibile comparsa di discrasie ematiche, danni al fegato o altre reazioni idiosincratiche.

## Interazioni
- I pazienti che assumo triamterene non devono assumere integratori alimentari a base di potassio, sali di potassio o sostituti del sale che contengono potassio.[3]
- Non deve essere somministrato a pazienti che ricevono altri agenti risparmiatori di potassio, come spironolattone, amiloride cloridrato o altre formulazioni contenenti triamterene.[3]
- Risparmiatori di potassio devono essere usati con cautela in associazione con ACE inibitori a causa dell’aumentato rischio di iperkaliemia.[3]
- Bisogna prestare attenzione quando litio e diuretici vengono usati contemporaneamente perché la perdita di sodio indotta dal diuretico può ridurre la clearance renale del litio e aumentare i livelli sierici di quest’ultimo, con conseguente rischio di tossicità da litio.[3]
- Il triamterene potrebbe aumentare i livelli di glucosio plasmatici; in caso di diabete di tipo II possono essere necessari aggiustamenti del dosaggio degli agenti ipoglicemizzanti durante e/o dopo la terapia con triamterene.[3]
- L’uso concomitante con clorpropamide potrebbe aumentare il rischio di grave iponatriemia.[3]

Più in generale, gli effetti dei seguenti farmaci potrebbero essere potenziati se assunti in associazione al triamterene: farmaci antipertensivi, altri diuretici, farmaci preanestetici e anestetici, miorilassanti .

## Gravidanza e allattamento

### Gravidanza
L’abitudine di utilizzare diuretici in una donna sana è inappropriato ed espone la madre e il feto a rischi inutili. I diuretici non prevengono lo sviluppo di tossiemia in gravidanza e non ci sono evidenze soddisfacenti che dimostrino l’utilità di questi farmaci nel trattamento della tossiemia sviluppata.
L’edema durante la gravidanza potrebbe nascere da cause fisiologiche per via delle conseguenze meccaniche e biologiche della gravidanza; ciò non è dannoso né per il feto né per la madre (in assenza di patologie cardiovascolari). Se l’edema è dovuto a cause patologiche allora i diuretici possono essere prescritti dal medico, solo se in assenza di gravidanza. L’edema in gravidanza, risultato del restringimento del ritorno venoso a causa dell’espansione dell’utero, è adeguatamente trattato attraverso il sollevamento degli arti inferiori; l’utilizzo di diuretici per abbassare il volume intravascolare in questi casi è generalmente non necessario.
In rare circostanze l’edema potrebbe causare estremo disagio che non è alleviato dal riposo della donna. In questi casi un breve ciclo di diuretici, sotto attenta prescrizione medica, potrebbe essere utile.

### Allattamento
Il triamterene non è stato studiato nelle mamme che allattano. Mediante alcuni studi di laboratorio è stato visto che compare nel latte animale perciò, molto probabilmente, sarà presente anche nel latte materno. Se l’utilizzo del farmaco durante l’allattamento è ritenuto essenziale dal medico, la paziente deve interrompere l’allattamento.

## Reazioni avverse e sovradosaggio

### Reazioni avverse
Come tutti i medicinali, anche il triamterene può provocare effetti collaterali generalmente rari (frequenza 1 su 1000 o minore):
- Ipersensibilità: anafilassi (shock anafilattico), eruzione cutanea, fotosensibilizzazione[3]
- Metabolismo: iperkaliemia, ipokaliemia[3]
- Renale: azotemia, elevato rapporto tra azoto ureico e creatinina nel sangue, calcoli renali, nefrite interstiziale acuta (rara), insufficienza renale acuta (è stato segnalato un caso di insufficienza renale irreversibile)[3]
- Gastrointestinale e metabolismo: ittero e/o alterazioni degli enzimi epatici, nausea e vomito, diarrea[3]
- Ematologico: trombocitopenia e anemia megaloblastica[3]
- Sistema nervoso centrale: debolezza, affaticamento, vertigini, mal di testa e secchezza della bocca[3]

Gli studi condotti sui topi hanno evidenziato che vi è una maggior incidenza di neoplasia epatocellulare, in particolare adenomi a dosi terapeutiche elevate. Queste dosi rappresentano 7,5 volte e 10 volte la dose massima raccomandata per l’uomo (300 mg). Questo studio ha evidenziato anche che la neoplasia epatocellulare è limitata ai ratti maschi.
Per quanto riguarda la mutagenesi, studi condotti su batteri hanno dimostrato che il triamterene non è mutageno, non ha indotto aberrazioni cromosomiche ma ha indotto scambi di cromatidi fratelli nelle cellule ovariche di criceto cinese in cui è stato sperimentato.
Infine non sono stati evidenziati danni al feto in ratti a cui erano stati somministrati elevati dosaggi di triamterene. Tuttavia, non sempre gli studi sulla riproduzione degli animali sono predittivi della risposta nella specie umana.

### Sovradosaggio
In caso di sovradosaggio, si possono verificare squilibrio elettrolitico, in particolare iperkaliemia, nausea e vomito, altri disturbi del tratto gastrointestinale, stanchezza e anche ipotensione. La dose letale nei topi è di 380 mg/Kg.

## Effetti indesiderati
L'effetto collaterale più grave è l'iperkaliemia. Per questo motivo la somministrazione di supplementi di potassio è controindicata; inoltre, i livelli sierici di potassio dovrebbero essere controllati regolarmente. Quando il triamterene viene assunto con l'idroclorotiazide, l'effetto viene contrastato.

## Associazioni farmacologiche

### Fluss
In Italia il triamterene non viene commercializzato come tale ma sempre in associazione con la furosemide. Il nome commerciale è Fluss, al cui interno troviamo 40 mg di furosemide e 25 mg di triamterene. L'associazione di questi due principi attivi è funzionale in quanto la furosemide provoca una carenza di potassio nel sangue, che è però mitigata dall'azione del triamterene in quanto risparmiatore di potassio.